# Zasady walki
Zasady walki (ang. The Art of War) – amerykańsko-kanadyjski film sensacyjny z 2000 roku w reżyserii Christiana Duguaya. Wyprodukowany przez Warner Bros. Pictures. Film doczekał się kontynuacji filmów Zasady walki II – Zdrada (2008) i Zasady walki 3: Kara (2009).
Światowa premiera filmu miała miejsce 25 sierpnia 2000 roku, natomiast w Polsce odbyła się 8 grudnia 2000 roku.

## Fabuła
W nowojorskim porcie zostają znalezione ciała kilkudziesięciu uciekinierów z Wietnamu. Rozpoczyna się śledztwo. Agent Neil Shaw (Wesley Snipes) śledzi ambasadora Chin, Wu. Wkrótce dyplomata ginie. Shaw zostaje ujęty przez policję i oskarżony o jego zabicie. Musi udowodnić swoją niewinność.

## Obsada
- Wesley Snipes jako Neil Shaw
- Donald Sutherland jako Douglas Thomas
- Maury Chaykin jako Frank Capella
- Anne Archer jako Eleanor Hooks
- Marie Matiko jako Julia Fang
- Michael Biehn jako Robert Bly
- Cary-Hiroyuki Tagawa jako David Chan
- James Hong jako ambasador Wu